# Godsmack
Godsmack er et amerikansk heavy metal-band fra Lawrence, Massachusetts, der blev dannet i 1995. Siden dens dannelse har bandet udgivet otte studiealbum, en EP, et opsamlingsalbum og et livealbum.
Godsmack har udgivet tre albums i træk, der nåede førstepladsen på Billboard 200. Bandet har også haft 25 hits i top ti på Mainstream Rock Tracks, herunder 18 sange i top fem og 12 på førstepladsen. De har turneret mange gange med Ozzfest og har desuden optrådt på forskellige festivaler verden over.
Bandets medlemmer har været påvirket af bands som Aerosmith, Alice in Chains, Black Sabbath, Led Zeppelin, Nine Inch Nails, Metallica, Pantera og Rush. Bands såsom Drowning Pool, Disturbed og Seether har nævnt Godsmack som en af deres inspirationskilder.